# Methia subarmata
Methia subarmata là một loài bọ cánh cứng trong họ Cerambycidae.